# Бартошице (гмина)
Бартошице (пол. Bartoszyce) — сельская гмина (волость) в Польше, входит как административная единица в Бартошицкий повят, Варминьско-Мазурское воеводство. Население — 10 884 человека (на 2018 год).

## Демография
Данные по переписи 2018 года:
| Перепись  | Всего   | Всего | Женщины | Женщины | Мужчины | Мужчины |
| --------- | ------- | ----- | ------- | ------- | ------- | ------- |
| Единицы   | человек | %     | человек | %       | человек | %       |
| Население | 10 884  | 100   | 5528    | 50,8    | 5356    | 49,2    |

## Населённые пункты
- Ардапы (пол. Ardapy)
- Байдыты (пол. Bajdyty)
- Барцишево (пол. Barciszewo)
- Бонше (пол. Bąsze)
- Безледы (пол. Bezledy)
- Белины (пол. Bieliny)
- Борки (пол. Borki)
- Борки Сендровске (пол. Borki Sędrowskie)
- Бжостково (пол. Brzostkowo)
- Буково (пол. Bukowo)
- Буркарты (пол. Burkarty)
- Цеглярки (пол. Ceglarki)
- Цемна Воля (пол. Ciemna Wola)
- Червона Гурка (пол. Czerwona Górka)
- Дембяны (пол. Dębiany)
- Dąbrowa
- Dębówko
- Drawa
- Falczewo
- Galiny
- Galinki
- Ganitajny
- Gierczyn
- Gile
- Glitajny
- Głomno
- Gromki
- Gruszynki
- Jarkowo
- Karolewko
- Kicina
- Kiersity
- Kiertyny Małe
- Kiertyny Wielkie
- Kinkajmy
- Kisity
- Kosy
- Krawczyki
- Kromarki
- Króle

## Соседние гмины
1. Бартошице
2. Гмина Биштынек
3. Гмина Гурово-Илавецке
4. Гмина Кивиты
5. Гмина Лидзбарк-Варминьски
6. Гмина Семпополь
7. Россия